# Fenerbahçe Spor Kulübü 2019-2020 (pallavolo maschile)
Questa voce raccoglie le informazioni riguardanti il Fenerbahçe Spor Kulübü nelle competizioni ufficiali della stagione 2019-2020.

## Organigramma societario
Area direttiva
- Presidente: Ali Koç

Area tecnica
- Allenatore: Mariusz Sordyl
- Allenatore in seconda: Kerem Eryılmaz
- Assistente allenatore: Ali Yılmaz
- Scoutman: Emre Yalçınkaya

## Rosa
| N° | Nome             | Ruolo | Data di nascita  | Nazionalità sportiva |
| -- | ---------------- | ----- | ---------------- | -------------------- |
| 1  | Ulaş Kıyak       | P     | 11 agosto 1981   | Turchia              |
| 2  | Wouter ter Maat  | O     | 7 maggio 1991    | Paesi Bassi          |
| 4  | Ahmet Büyükgöz   | S     | 1º giugno 2000   | Turchia              |
| 5  | Oğulcan Yatgın   | P     | 28 aprile 1997   | Turchia              |
| 8  | İzzet Ünver      | S     | 1º gennaio 1992  | Turchia              |
| 9  | Thibault Rossard | S     | 28 agosto 1993   | Francia              |
| 10 | Emre Batur       | C     | 21 aprile 1988   | Turchia              |
| 12 | Arinze Nwachukwu | O     | 15 agosto 2002   | Nigeria              |
| 13 | Salvador Hidalgo | S     | 27 dicembre 1985 | Cuba                 |
| 14 | Hasan Sıkar      | C     | 18 maggio 1991   | Turchia              |
| 15 | Oğuzhan Karasu   | C     | 16 giugno 1995   | Turchia              |
| 16 | Ferhat Akdeniz   | C     | 26 ottobre 1986  | Turchia              |
| 17 | Caner Dengin     | L     | 15 dicembre 1987 | Turchia              |
| 18 | Ahmet Karataş    | L     | 31 marzo 1991    | Turchia              |
| 19 | Bora Stanicki    | S     | 27 luglio 2001   | Turchia              |

## Statistiche

### Statistiche di squadra
| Competizione     | Punti | In casa | In casa | In casa | In trasferta | In trasferta | In trasferta | Totale | Totale | Totale |
| Competizione     | Punti | G       | V       | P       | G            | V            | P            | G      | V      | P      |
| ---------------- | ----- | ------- | ------- | ------- | ------------ | ------------ | ------------ | ------ | ------ | ------ |
| Efeler Ligi      | 58    | 11      | 9       | 2       | 11           | 11           | 0            | 22     | 20     | 2      |
| Coppa di Turchia | -     | -       | -       | -       | -            | -            | -            | -      | -      | -      |
| Supercoppa turca | -     | -       | -       | -       | -            | -            | -            | 1      | 0      | 1      |
| Champions League | 2     | 3       | 0       | 3       | 3            | 0            | 3            | 6      | 0      | 6      |
| Totale           | -     | 14      | 9       | 5       | 14           | 11           | 3            | 29     | 20     | 9      |

G = partite giocate; V = partite vinte; P = partite perse

### Statistiche dei giocatori
| Giocatore    | Campionato | Campionato | Campionato | Campionato | Campionato | Coppa di Turchia | Coppa di Turchia | Coppa di Turchia | Coppa di Turchia | Coppa di Turchia | Supercoppa turca | Supercoppa turca | Supercoppa turca | Supercoppa turca | Supercoppa turca | Champions League | Champions League | Champions League | Champions League | Champions League | Totale | Totale | Totale | Totale | Totale |
| Giocatore    | P          | PT         | AV         | MV         | BV         | P                | PT               | AV               | MV               | BV               | P                | PT               | AV               | MV               | BV               | P                | PT               | AV               | MV               | BV               | P      | PT     | AV     | MV     | BV     |
| ------------ | ---------- | ---------- | ---------- | ---------- | ---------- | ---------------- | ---------------- | ---------------- | ---------------- | ---------------- | ---------------- | ---------------- | ---------------- | ---------------- | ---------------- | ---------------- | ---------------- | ---------------- | ---------------- | ---------------- | ------ | ------ | ------ | ------ | ------ |
| F. Akdeniz   | 10         | 29         | 17         | 11         | 1          | -                | -                | -                | -                | -                | 0                | 0                | 0                | 0                | 0                | 3                | 8                | 7                | 1                | 0                | 13     | 37     | 24     | 12     | 1      |
| E. Batur     | 19         | 121        | 71         | 44         | 6          | -                | -                | -                | -                | -                | 1                | 10               | 5                | 3                | 2                | 6                | 44               | 29               | 13               | 2                | 26     | 175    | 105    | 60     | 10     |
| A. Büyükgöz  | 1          | 0          | 0          | 0          | 0          | -                | -                | -                | -                | -                | 0                | 0                | 0                | 0                | 0                | 0                | 0                | 0                | 0                | 0                | 1      | 0      | 0      | 0      | 0      |
| C. Dengin    | 16         | 0          | 0          | 0          | 0          | -                | -                | -                | -                | -                | 1                | 0                | 0                | 0                | 0                | 6                | 0                | 0                | 0                | 0                | 23     | 0      | 0      | 0      | 0      |
| S. Hidalgo   | 21         | 350        | 292        | 25         | 33         | -                | -                | -                | -                | -                | 1                | 16               | 14               | 1                | 1                | 6                | 88               | 73               | 5                | 10               | 28     | 454    | 379    | 31     | 44     |
| O. Karasu    | 22         | 89         | 55         | 22         | 12         | -                | -                | -                | -                | -                | 1                | 10               | 6                | 4                | 0                | 6                | 23               | 18               | 3                | 2                | 29     | 122    | 79     | 29     | 14     |
| A. Karataş   | 21         | 0          | 0          | 0          | 0          | -                | -                | -                | -                | -                | 1                | 0                | 0                | 0                | 0                | 6                | 0                | 0                | 0                | 0                | 28     | 0      | 0      | 0      | 0      |
| U. Kıyak     | 20         | 44         | 16         | 18         | 10         | -                | -                | -                | -                | -                | 1                | 3                | 1                | 1                | 1                | 6                | 9                | 5                | 3                | 1                | 27     | 56     | 22     | 22     | 12     |
| A. Nwachukwu | 2          | 15         | 11         | 4          | 0          | -                | -                | -                | -                | -                | 0                | 0                | 0                | 0                | 0                | 0                | 0                | 0                | 0                | 0                | 2      | 15     | 11     | 4      | 0      |
| T. Rossard   | 18         | 202        | 153        | 13         | 36         | -                | -                | -                | -                | -                | 1                | 7                | 6                | 1                | 0                | 4                | 44               | 39               | 3                | 2                | 23     | 253    | 198    | 17     | 38     |
| H. Sıkar     | 9          | 36         | 20         | 13         | 3          | -                | -                | -                | -                | -                | 0                | 0                | 0                | 0                | 0                | 3                | 6                | 5                | 1                | 0                | 12     | 42     | 25     | 14     | 3      |
| B. Stanicki  | 0          | 0          | 0          | 0          | 0          | -                | -                | -                | -                | -                | -                | -                | -                | -                | -                | 0                | 0                | 0                | 0                | 0                | 0      | 0      | 0      | 0      | 0      |
| W. ter Maat  | 22         | 436        | 368        | 32         | 36         | -                | -                | -                | -                | -                | 1                | 29               | 22               | 3                | 4                | 5                | 93               | 80               | 3                | 10               | 28     | 558    | 470    | 38     | 50     |
| İ. Ünver     | 20         | 70         | 64         | 4          | 2          | -                | -                | -                | -                | -                | 1                | 0                | 0                | 0                | 0                | 6                | 47               | 37               | 6                | 4                | 27     | 117    | 101    | 10     | 6      |
| O. Yatgın    | 19         | 21         | 7          | 9          | 5          | -                | -                | -                | -                | -                | 1                | 0                | 0                | 0                | 0                | 6                | 10               | 6                | 1                | 3                | 26     | 31     | 13     | 10     | 8      |

P = presenze; PT = punti totali; AV = attacchi vincenti; MV = muri vincenti; BV = battute vincenti